# Work
Work är ett musikalbum av den svenska musikgruppen Shout Out Louds, utgivet 23 februari 2010 i USA respektive den 24 februari i Sverige. Albumet är bandets tredje. Innan skivan släpptes gavs singlarna "Walls" och "Fall Hard" ut. Skivan är inspelad i Seattle, producerad av Phil Ek och släpptes av det amerikanska skivbolaget Merge Records.

## Låtlista
1. "1999"
2. "Fall Hard"
3. "Play The Game"
4. "Walls"
5. "Candle Burned Out"
6. "Throwing Stones"
7. "Four By Four"
8. "Paper Moon"
9. "Show Me Something New"
10. "Too Late, Too Slow"